# Combat Infantryman Badge

Combat Infantryman Badge

Das Combat Infantryman Badge (CIB) ist eine Auszeichnung der US-Army. Es wurde am 15. November 1943 geschaffen und kann an alle Dienstränge bis einschließlich Colonel verliehen werden. Kriterium ist hierbei ein Einsatz als Infanterist im direkten Feuergefecht mit dem Feind. Für mehrere Einsätze wird bis zur vierten Verleihung ein Stern als dementsprechende Aufwertung zur Auszeichnung hinzugefügt. Das Abzeichen wird seit dem Zweiten Weltkrieg für alle Infanterieeinsätze der Vereinigten Staaten verliehen. So erhielten alleine im Zweiten Golfkrieg 21.877 Soldaten die Auszeichnung, in Afghanistan 36.518 Soldaten.
Die Auszeichnung ist ein längliches Abzeichen. Auf blauem Grund ist dabei eine stilisierte Muskete zu sehen, die auf einem silbernen Kranz liegt. Zum Kranz können, je nach Verleihung, bis zu drei Sterne hinzukommen.
Ähnliche Auszeichnung sind u. a. das Combat Medical Badge, das Combat Action Badge, das Parachutist Badge oder die Marksmanship Badges.
Die Auszeichnung kann auch an Mitglieder verbündeter Streitkräfte verliehen werden.

## Varianten und Qualifikationszeiträume
Für die folgenden Zeiträume kann je ein CIB für Kriege, Konflikte und Operationen verliehen werden:
- Qualifikationszeitraum 1:
  - Zweiter Weltkrieg (7. Dezember 1941–3. September 1945)
- Qualifikationszeitraum 2:
  - Koreakrieg (27. Juni 1950–27. Juli 1953)
- Qualifikationszeitraum 3:
  - Vietnamkrieg (2. März 1961–10. März 1975)
  - Laos (19. April 1961–6. Oktober 1962)
  - Dominikanische Republik (28. April 1965–1. September 1966), Operation Power Pack
  - Korea (4. Januar 1969–31. März 1994), an der DMZ
  - El Salvador (1. Januar 1981–1. Februar 1992), Bürgerkrieg
  - Grenada (23. Oktober–21. November 1983), Operation Urgent Fury
  - Korea (23. November 1984), JSA, Gefecht wegen russischem Überläufer
  - Panama (20. Dezember 1989–31. Januar 1990), Operation Just Cause
  - Süd-West-Asien-Konflikt (Naher Osten) (17. Januar–11. April 1991), bspw. Operation Desert Storm
  - Somalia (5. Juni 1992–31. März 1994), bspw. Operation Restore Hope
- Qualifikationszeitraum 4 (noch laufend):
  - Afghanistan (5. Dezember 2001–30. August 2021), bspw. Operation Enduring Freedom, Operation Freedom’s Sentinel
  - Irak (19. März 2003–31. Dezember 2011), bspw. Operation Iraqi Freedom, Operation New Dawn
  - Irak/Syrien (seit 15. Juni 2014), Operation Inherent Resolve

Einem Soldaten kann das CIB mehrmals verliehen werden, wenn er in mehreren der oben genannten Zeiträume die entsprechenden Qualifikationen erfüllt hat. So kann ein Soldat der in Somalia und in Afghanistan gekämpft hat das CIB zwei mal (Auszeichnung mit einem Stern) verliehen werden, während einem Soldaten der in Afghanistan und im Irak und Syrien gekämpft hat nur ein CIB (Auszeichnung ohne Sterne) verliehen werden kann. Die mehrfache Auszeichnung des CIB wird durch Sterne im Abzeichen symbolisiert.

CIB, erste Verleihung
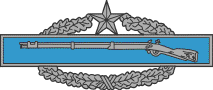
CIB, zweite Verleihung
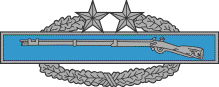
CIB, dritte Verleihung
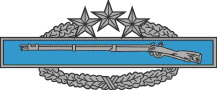
CIB, vierte Verleihung (theoretisch)

Nach der Einführung des CIB 1943, führte die US Army 1952, während des Koreakrieges, Sterne im Abzeichen ein, um mehrfache Verleihungen zu kennzeichnen. Die zweite bis vierte Verleihung sollte durch silberne Sterne, darüber hinausgehende Verleihungen durch goldene Sterne angezeigt werden. Nachdem allerdings die Army Regulation 600–8–22 nur noch drei Verleihungsstufen vorsieht, sind die höheren Verleihungsstufen nur noch theoretischer Natur. In der Realität ist daher das Abzeichen mit zwei Sternen (dritte Verleihung) die höchstmögliche Version dieser Auszeichnung.